# Willem Hondius
Willem Hondius (La Haye, vers 1598  — Danzig, 1652 ou 1658) est un graveur, cartographe et peintre néerlandais ayant principalement vécu en Pologne.

## Biographie
Willem Hondius est né vers 1598-1599 à La Haye. Il est l'un des sept enfants de Hendrik Hondius I et Sara Jansdochter. Son père est l'un des plus importants graveurs de reproduction et éditeurs d'estampes du début du XVIIe siècle. Une connexion avec la famille Hondius de cartographes d'Amsterdam est possible mais non établie.
En 1629, il devient membre de la guilde de Saint-Luc de La Haye et enseigne à trois élèves-apprentis, le graveur britannique d'origine polonaise David Loggan (en), Steven de Praet et Jakov von Sandrart.
Il se marie en 1632 avec Kornelia van den Enden à La Haye.
En 1636, Willem visite Dantzig en Prusse royale.
Il rentre à La Haye en 1641 et y demeure dix ans.
Il se remarie en 1646 avec Anna Mackensen, fille de l'Orfèvre royal de Dantzig, ville où ils se sont rencontrés.
Hondius est soutenu par la cour du roi Ladislas IV Vasa : celui-ci lui décerne le titre de Chalcographus privilegialus (graveur privilégié) et Chalcographus Regius (graveur du roi).
En août 1651, à l'aube du Soulèvement de Khmelnytsky, Hondius rejoint l'armée de Janusz Radziwiłł qui doit conquérir Kiev. Hondius a réalisé le premier portrait a jamais avoir été gravé du célèbre dirigeant Cosaque Bohdan Khmelnytsky, lors de cette campagne.
On ne connaît rien de la vie de Hondius après 1652, bien qu'il semble avoir vécu jusqu'en 1658.

## Œuvre
Parmi l'entourage de Pierre Paul Rubens, il fait partie des graveurs recrutés par Antoine van Dyck pour graver les dessins de son album Icones Principum Virorum.

Choix de gravures de Willem Hondius
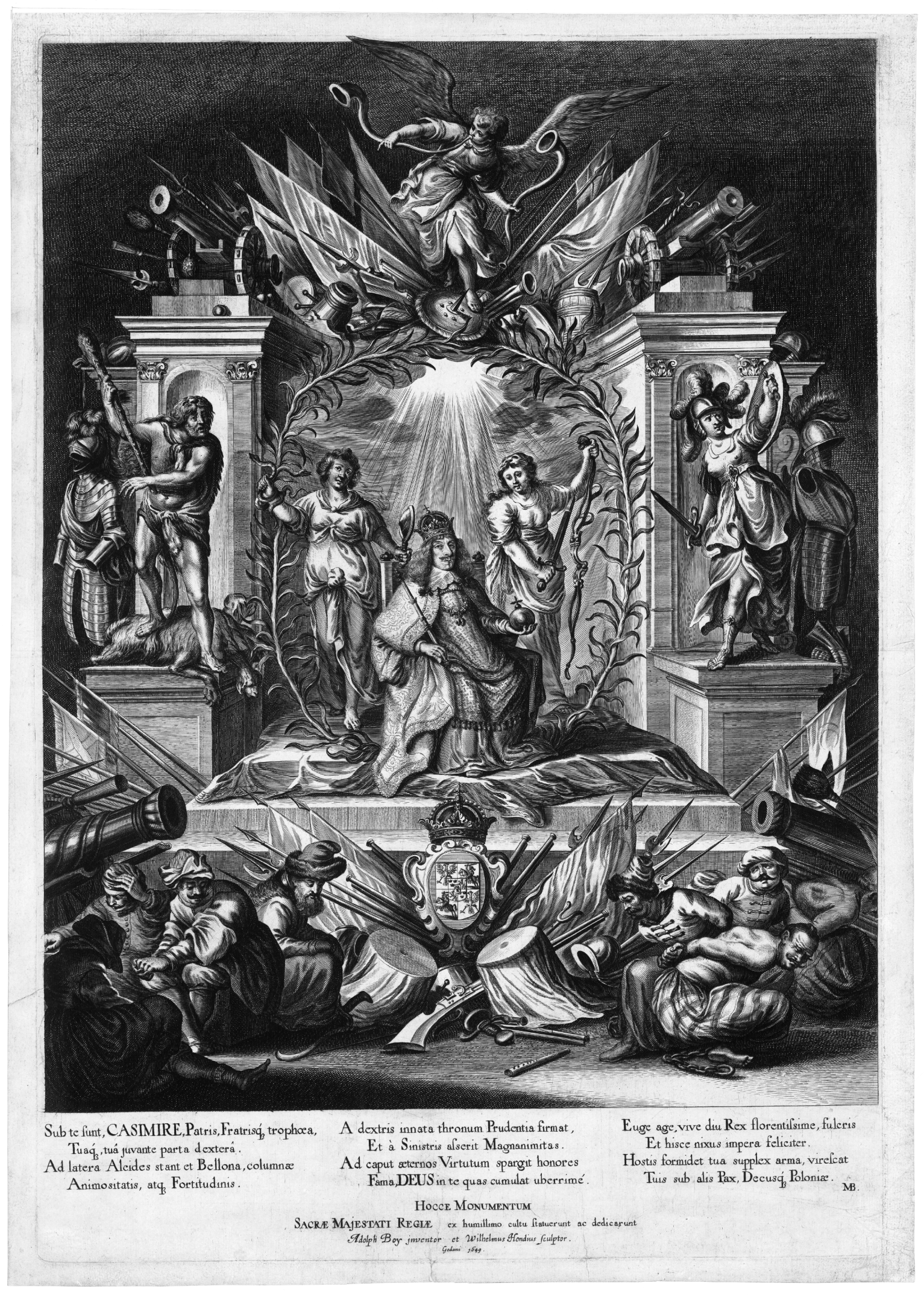
Apothéose du roi polonais Jean II Casimir Vasa
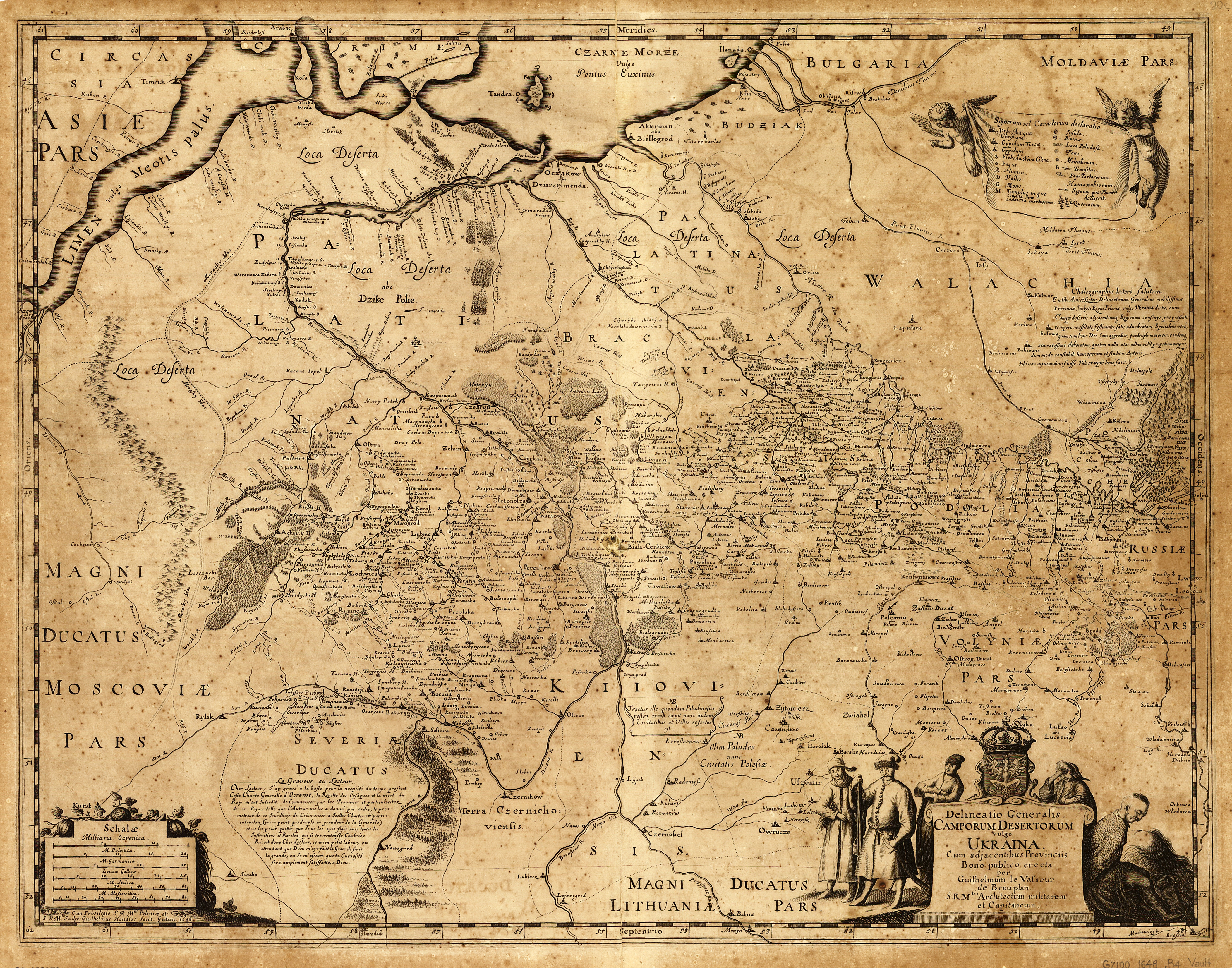
Carte de la Pologne, pour Description de l'Ukrainie, qui sont plusieurs provinces du Royaume de Pologne, Contenuës depuis les confins de la Moscovie, jusques aux limites de la Transilvanie. Ensemble leurs moeurs, façcons de vivres et de faire la Guerre. Par le Sieur de Beauplan de Guillaume Levasseur de Beauplan
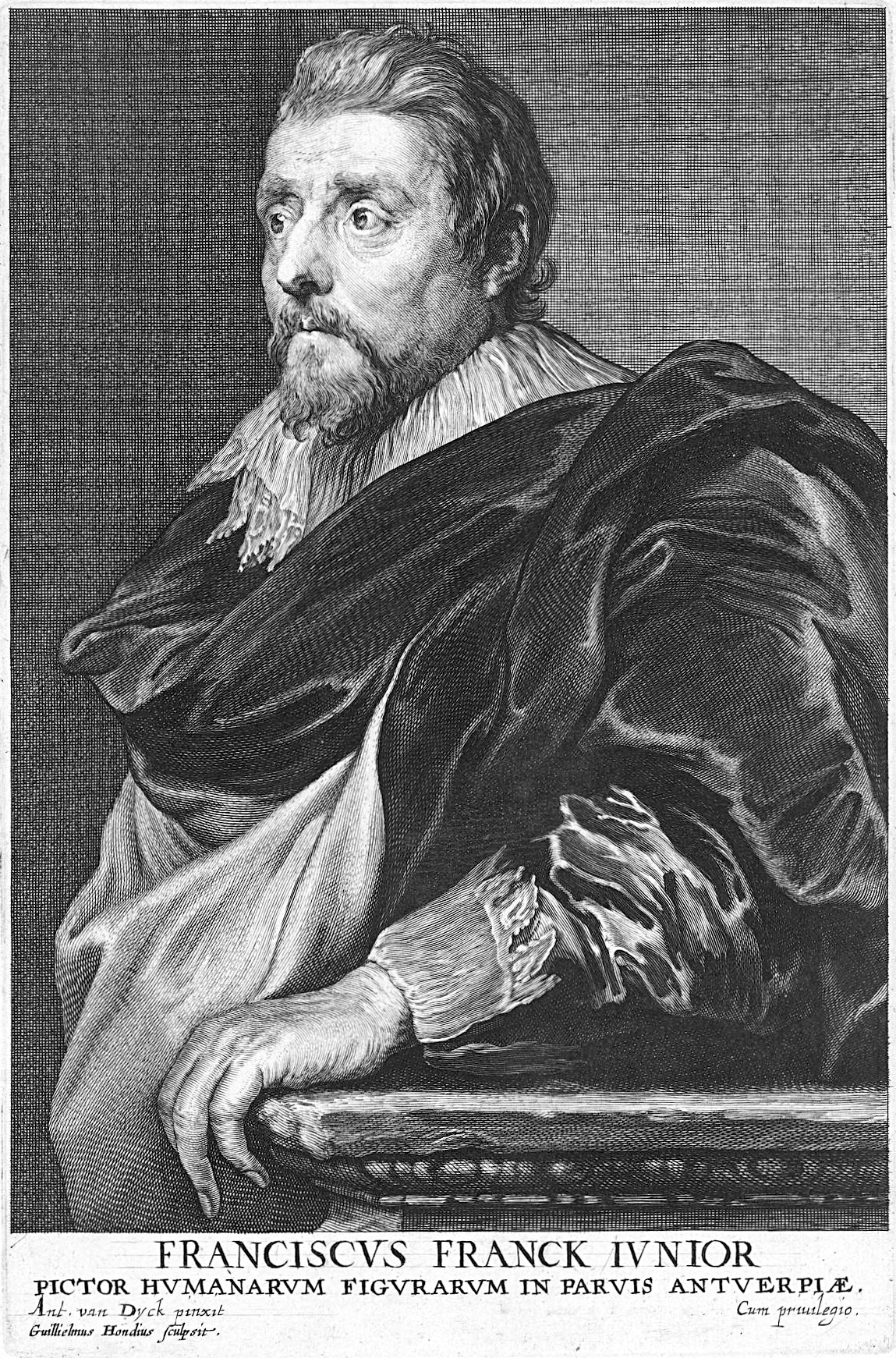
Portrait de Frans II Francken, d'après Antoine van Dyck
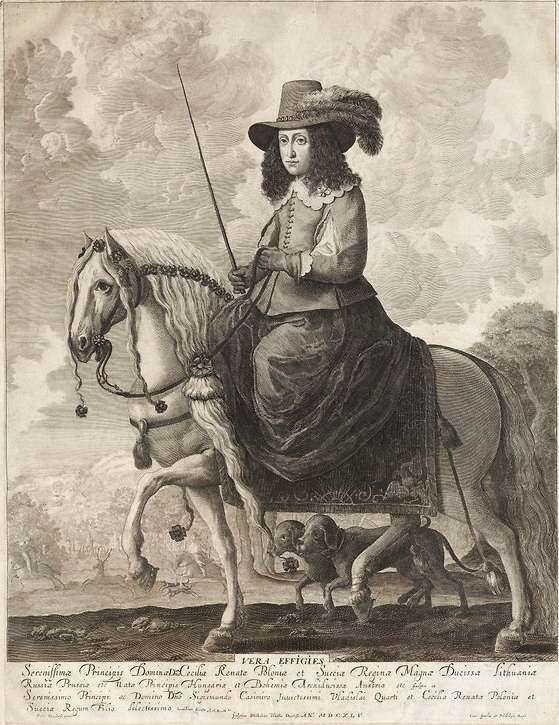
Portrait équestre de la reine Cécile-Renée d'Autriche, d'après Peter Danckerts de Rij (Musée national de Varsovie)